# Diocese do Namibe
A Diocese do Namibe (Diœcesis Namibana), também apelidada de Diocese de Moçâmedes, é uma circunscrição eclesiástica da Igreja Católica em Angola, pertencente à Província Eclesiástica do Lubango, sendo sufragânea da arquidiocese do Lubango. A sé episcopal está na catedral de São Pedro, na cidade de Moçâmedes, na província do Namibe.
Foi criada no dia 21 de março de 2009 pela bula Apostoli ipsi, pelo Papa Bento XVI, quando foi desmembrada da arquidiocese do Lubango. Foi primeiro bispo o senhor dom Mateus Feliciano Augusto Tomás.
Tem uma superfície de 57 091 km². Está localizada no sudoeste de Angola, abarcando a totalidade da província do Namibe. A população do território diocesano é composta por inúmeras origens étnicas, mas com uma maioria de hereros.

## Lista de bispos do Namibe-Moçâmedes
|        | Nome                           | Período    | Notas  |
| Bispos | Bispos                         | Bispos     | Bispos |
| ------ | ------------------------------ | ---------- | ------ |
| 2º     | Dionísio Hisiilenapo           | 2011-atual |        |
| 1º     | Mateus Feliciano Augusto Tomás | 2009-2010  |        |